# Leszek Engelking
Leszek Maria Engelking (Chorzów, 2 de febrero de 1955-Varsovia, 22 de octubre de 2022) fue un poeta, escritor, historiador de la literatura, crítico literario y traductor polaco.

## Biografía
Engelking nació y pasó la niñez en Alta Silesia, estudió y se graduó en la Universidad de Varsovia y se doctoró en la Universidad de Łódź, donde actualmente trabaja. Entre 1984 y 1995 fue redactor de la revista Literatura na Świecie. Desde 1970 vive en Brwinów, cerca de Varsovia.

## Obras

### Prosa
- Szczęście i inne prozy (Varsovia 2007) ISBN 978-83-7233-116-8

### Poesía
- Autobus do hotelu Cytera (Varsovia 1979)
- Haiku własne i cudze (Cracovia 1991)
- Mistrzyni kaligrafii i inne wiersze (Cracovia 1994) ISBN 83-7081-115-9
- Dom piąty (Cracovia 1997) ISBN 83-7081-377-1
- I inne wiersze (Cracovia 2000) ISBN 83-7801-395-X
- Muzeum dzieciństwa (Poznan 2011) ISBN 978-83-62717-13-2
- Komu kibicują umarli? (Poznan 2013) ISBN 978-83-62717-75-0
- Suplement (Lodz 2016) ISBN 978-83-62733-48-4

### Antologías
- Wyspy na jeziorze, Cracovia 1988; antología de poesía británica y norteamericana
- Oleg Pastier, Karol Chmel, Ivan Kolenič, Oko za ząb. Trzej współcześni poeci słowaccy, Sejny 2006, antología de poesía eslovaca, ISBN 83-86872-83-7
- Maść przeciw poezji. Przekłady z poezji czeskiej, Wroclaw 2008, antología de poesía checa, ISBN 978-83-60602-69-0
- Obraz i wir. Antologia anglo-amerykańskiego imagizmu, con Andrzej Szuba, Varsovia 2016, antología de poesía imaginista angloamericana, ISBN 978-83-938702-2-6

### Ensayos y crítica
- Vladimir Nabokov (Varsovia 1989) ISBN 83-07-01628-2
- Vladimir Nabokov. Podivuhodný podvodník (Olomouc 1997) ISBN 80-7198-258-X
- Surrealizm, underground, postmodernizm. Szkice o literaturze czeskiej (Lodz 2001) ISBN 83-7171-458-0
- Codzienność i mit. Poetyka, programy i historia Grupy 42 w kontekstach dwudziestowiecznej awangardy i postawangardy (Lodz 2005) ISBN 83-7171-826-8
- Chwyt metafizyczny. Vladimir Nabokov - estetyka z sankcją wyższej rzeczywistości (Lodz 2011) ISBN 978-83-7525-624-6
- Nowe mity. Twórczość Jáchyma Topola (Lodz 2016) ISBN 978-83-8088-038-2
- Bytom w literaturze: dzieła, miejsce, zakorzenienie, tożsamość, mit (Bytom 2018) ISBN 978-83-65786-17-3
- Szwejkowie i Don Kichoci (Lodz 2019) ISBN 978-83-62409-92-1

## Obra poética traducida a otros idiomas
- Wid cioho ne wmyrajut'..., Lvov, 1997, Ucrania
- A jiné básně a jiné básně, Olomouc 1998, República Checa
- Your Train the Local, Reading, PA, 2001, Estados Unidos
- Paulina’s House, Reading, PA, 2002, Estados Unidos
- Zanechala si odtlačky prstov na mojej koži, Bratislava, 2005, Eslovaquia
- Muzeum dětství a jiné básně, Ostrava, 2016, República Checa

### Edición en castellano
- Museo de la infancia. Traducción de Gerardo Beltán, Xavier Farré, Abel Murcia, Zaragoza, Entretrés, 2010

## Traducciones
Engelking ha traducido las obras de poetas y escritores de diferentes idiomas al polaco, tales como:
- del ruso:
M. Ageyev, Anna Ajmátova, Nikolai Gumilev, Nikolai Roerich, Maximilian Voloshin, Marina Tsvetáyeva y Sergéi Zavialiov.
- del bielorruso: Andrei Jadanovich.
- del ucraniano: Lina Kostenko e Iryna Zhylenko. 
- del checo: Michal Ajvaz, Ivan Blatný, Egon Bondy, Václav Burian, Jakub Deml, Vratislav Effenberger, František Halas, Jiřina Hauková, Daniela Hodrová, Vladimír Holan, Miroslav Holub, Milena Jesenská, Josef Kainar, Ladislav Klíma, Jiří Kolář, Ludvík Kundera, Petr Mikeš, Jaroslav Seifert, Jan Skácel, Jáchym Topol, Jaroslav Vrchlický, Oldřich Wenzl e Ivan Wernisch.
- del eslovaco: Karol Chmel, Pavol Országh Hviezdoslav, Ivan Kolenič e Oleg Pastier.
- del español: sor Juana Inés de la Cruz, José Juan Tablada, Federico García Lorca y Jorge Luis Borges.
- del inglés: Richard Aldington, Charles Bukowski, Basil Bunting, Richard Caddel, Hilda Doolittle, Thomas Ernest Hulme, Amy Lowell, Vladimir Nabokov, Ezra Pound, Christopher Reid, William Carlos Williams y William Butler Yeats.